# Omeia papillocauda
Omeia papillocauda (Rankin 1937) ist eine parasitische Fadenwurmart (Nematoden) aus der Familie Quimperiidae, die zur Unterfamilie Omeiinae gehört und sich durch charakteristische morphologische Merkmale wie eine hexagonale Mundöffnung und 12 bis 13 prominente zahnähnliche Strukturen (Onchia) auszeichnet. Die Art wurde erstmals im Jahr 1937 von dem US-amerikanischen Parasitologen John S. Rankin wissenschaftlich beschrieben, wobei das Synonym Omeia chickasawi (Walton 1940) später als ungültig erkannt wurde.
Als obligater Endoparasit besiedelt O. papillocauda ausschließlich den Magen verschiedener nordamerikanischer Salamanderarten der Familie Lungenlose Salamander (Plethodontidae), wo er eine spezifische ökologische Nische einnimmt. Das Verbreitungsgebiet erstreckt sich über weite Teile der südöstlichen und zentralen Vereinigten Staaten, insbesondere die Appalachen und die Ozark-Region, mit dokumentierten Vorkommen in mindestens acht Bundesstaaten.

## Morphologie

### Allgemeine Merkmale
Omeia papillocauda weisen eine hexagonale Mundöffnung auf, die von sechs nur in apikaler Ansicht sichtbaren Kopflippen umgeben ist. Die Kopfregion trägt sechs kleine innere Lippen-Papillen sowie acht äußere Kopfpapillen, die in zwei subdorsale und zwei subventrale Doppelpapillen angeordnet sind. Die Amphidenporen sind relativ klein.
Die Mundkapsel (Buccalkapsel) ist dickwandig, in apikaler Ansicht rund und umschließt nicht das vordere Ende des Ösophagus. Am vorderen Rand der Mundkapsel befinden sich 12 bis 13 markante Onchia (zahnähnliche Strukturen), die zur Mundöffnung gerichtet sind, was O. papillocauda von anderen Arten der Gattung unterscheidet, die mehr als 60 Onchia aufweisen. Das vordere Ende des Ösophagus ist abgerundet und besitzt keine Onchia. Der Ösophagus selbst ist zylindrisch, ungeteilt und relativ schlank. Ein auffälliges morphologisches Merkmal ist der einzelne prominente Blinddarm (Caecum) am vorderen Ende des Darms.
Die Körperkutikula ist relativ dick mit unauffälligen Querstreifen im Abstand von etwa 3,5 Mikrometern. Die Exkretionspore ist klein, mit einer etwa 60 Mikrometer langen kutikularisierten terminalen Röhre, die zwei große, nach hinten gerichtete Seitenkanäle bildet.

### Merkmale männlicher Exemplare
Die männlichen Exemplare erreichen eine Gesamtlänge von 2,9 bis 10,1 Millimetern. Der Ösophagus misst 390 bis 765 Mikrometer in der Länge, während sich der Nervenring in einer Entfernung von 117 bis 218 Mikrometern vom vorderen Körperende befindet. Die Exkretionsöffnung liegt 111 bis 211 Mikrometer vom Vorderende entfernt. Die Seitenflügel (Alae) erstrecken sich von der hinteren Hälfte des Ösophagus bis zum vorderen Teil der Kaudalmuskulatur. Das Schwanzende präsentiert sich konisch geformt und scharf zugespitzt, mit einer Länge von 90 bis 125 Mikrometern. Die Phasmiden sind im posterioren Drittel des Schwanzes lokalisiert.
Die Verteilung der kaudalen Papillen zeigt eine spezifische Anordnung, wobei sich am Schwanz drei Paare subventraler Papillen befinden, während die präanale Region sieben bis zehn Paare subventraler Papillen aufweist. Bemerkenswert ist das Fehlen einer unpaaren Papille an der anterioren Lippe der Kloake. Die schräge kaudale Muskulatur ist vorhanden und besteht aus 15 bis 22 Muskelzellen auf jeder Körperseite, wobei diese keinen kaudalen Pseudosaugnapf ausbilden.
Die Spicula messen 103 bis 165 Mikrometer in der Länge und zeigen sich als gleichlange, robuste Strukturen mit stumpf zugespitzten distalen Enden. Im mittleren Abschnitt des Schaftes weisen die Spicula eine prominente geflügelte Struktur auf der ventralen Seite auf. Das Gubernaculum erreicht eine Länge von 50 bis 66 Mikrometern und erscheint schwach sklerotisiert, wobei es bei kleineren Exemplaren nicht deutlich erkennbar ist.

### Merkmale weiblicher Exemplare
Die weiblichen Exemplare erreichen eine Gesamtlänge von 4,2 bis 7,6 Millimetern. Die Länge des Ösophagus beträgt 584 bis 630 Mikrometer, während der Nervenring in einer Entfernung von 192 bis 281 Mikrometern vom vorderen Körperende lokalisiert ist. Die Exkretionspore befindet sich 162 bis 272 Mikrometer vom Vorderende entfernt.
Das charakteristischste Merkmal der weiblichen Morphologie stellt die Vulva dar, die sich in einer Entfernung von 2,6 bis 4,3 Millimetern vom vorderen Körperende befindet und eine seitliche Position einnimmt. Die rücken- und bauchseitige Körperkutikula weist auf der Höhe der Vulva drei bis fünf große Papillen auf. Die Vagina erreicht eine Länge von 400 Mikrometern und ist nach vorn gerichtet, wobei sie entweder in der distalen Hälfte nach hinten gekrümmt und mit den Uteri verbunden oder gerade verlaufend ausgebildet sein kann. Das Reproduktionssystem der weiblichen Exemplare zeichnet sich durch opponierte Uteri aus, wobei das Ovar des hinteren Uterus nach vorn Richtung Vulva und das Ovar des vorderen Uterus nach hinten Richtung Vulva zieht.
Die Seitenflügel erstrecken sich von der hinteren Hälfte des Ösophagus bis zum Ende des Darms, was sich in der Ausdehnung bei männlichen Exemplaren unterscheidet. Der Schwanz ist konisch geformt, scharf zugespitzt und erreicht eine Länge von 115 bis 160 Mikrometern. Die Phasmiden sind im hinteren Drittel des Schwanzes lokalisiert.

## Geografische Verbreitung und Wirtsspektrum

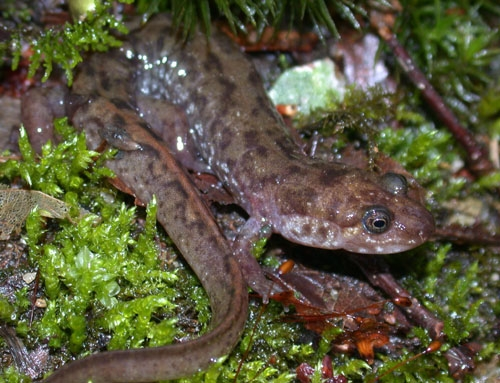
Typisches Wirtstier, der Robbensalamander (Desmognathus monticola)

Die geografische Verbreitung von Omeia papillocauda erstreckt sich über weite Teile der südöstlichen und zentralen Vereinigten Staaten und befällt dort hauptsächlich verschiedene Salamanderarten der Familie Lungenlose Salamander (Plethodontidae). Die dokumentierten Fundorte konzentrieren sich auf die Appalachen und die Ozark-Region, wo geeignete Salamanderpopulationen in Waldgebieten und Höhlensystemen vorkommen.
Die Art wurde ursprünglich von Rankin 1937 in North Carolina beschrieben, wo sie in den Wirten Brauner Bachsalamander (Desmognathus fuscus), Robbensalamander (D. monticola), Schwarzbauchsalamander (D. quadramaculatus) und Gyrinophilus porphyriticus danielsi nachgewiesen wurde. Bekannt ist mittlerweile ein Verbreitungsgebiet, das mindestens neun US-Bundesstaaten umfasst.
Aus Tennessee wurde die Art von Arthur C. Walton 1940 unter dem Synonym Omeia chickasawi in Zweistreifensalamandern (Eurycea bislineata) gemeldet, später auch in weiteren Salamanderarten wie Schwarzbauchsalamander, Brauner Bachsalamander und Robbensalamander.
Aus Alabama sind Nachweise in Grotten-Gelbsalamandern (Eurycea lucifuga) dokumentiert. In Ohio wurde O. papillocauda in Porphyrsalamandern (Gyrinophilus porphyriticus) gefunden. Arkansas weist mehrere Fundorte auf, wo die Art in verschiedenen Salamanderarten nachgewiesen wurde, darunter in Rippengelbsalamandern (Eurycea multiplicata), Oklahoma-Salamandern (E. tynerensis), Grottensalamandern (E. spelaea) und sowie in verschiedenen Arten der Bachsalamander (Desmognathus). Dort sind Funde in den Countys Independence, Izard, Sharp, Stone, Fulton und Madison belegt. In Oklahoma wurde O. papillocauda im Oklahoma-Salamander im Delaware County und im Rippengelbsalamander im McCurtain County nachgewiesen. West Virginia verzeichnet Nachweise der Art im Robbensalamander und anderen Salamandern der Gattung Bachsalamander. Aus Kentucky sind Funde im Grottengelbsalamander dokumentiert. Missouri weist Vorkommen im Grottensalamander aus den Countys Boone, Howell, Taney und Shannon auf.

## Lokalisation im Wirtstier und Prävalenzraten

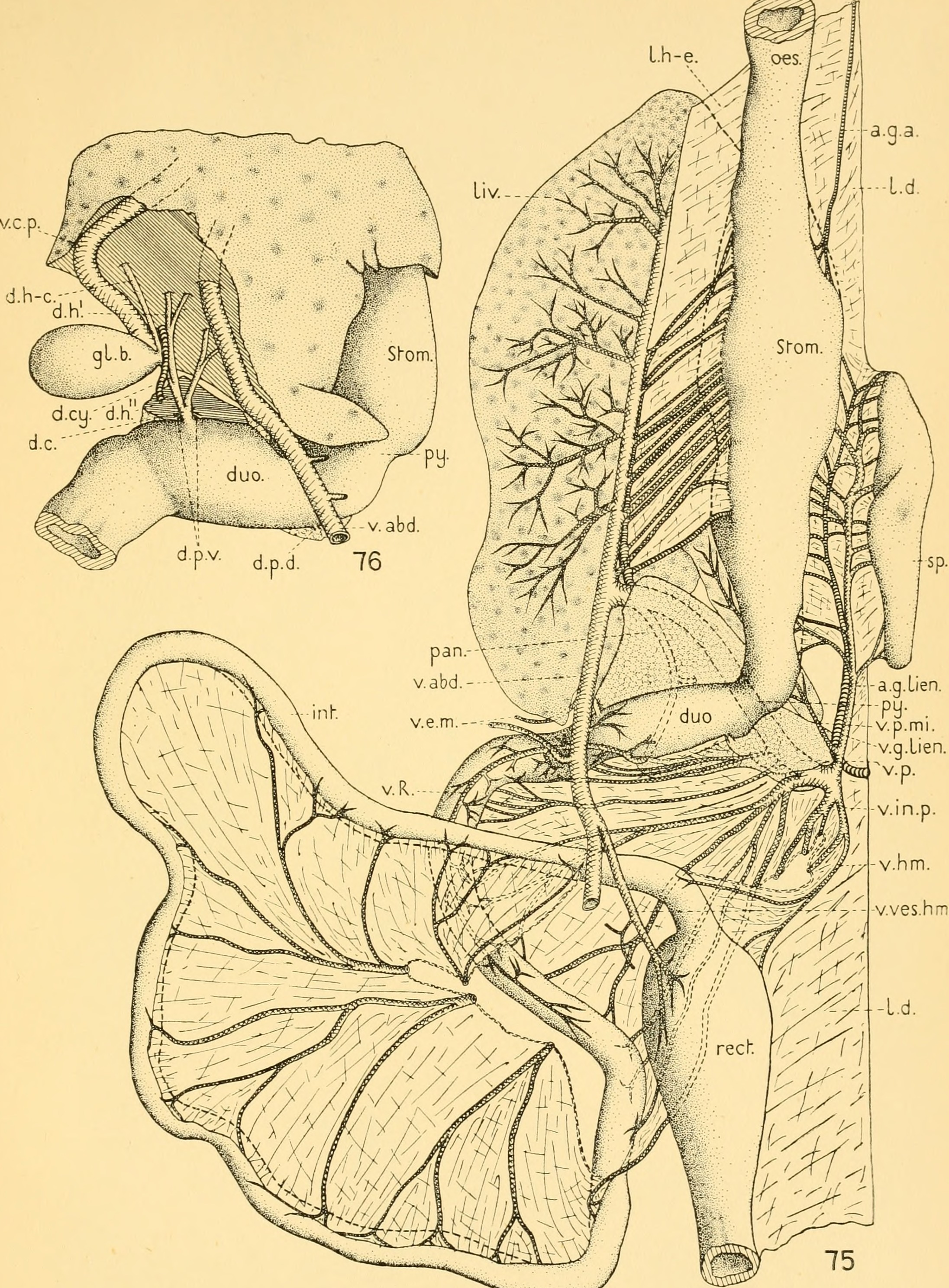
Magen-Darm-Trakt eines Salamanders; der Magen als Zielorgan von Omeia papillocauda oben rechts

Omeia papillocauda parasitiert ausschließlich im Magen-Darm-Trakt verschiedener nordamerikanischer Schwanzlurcharten, wobei der Magen das primäre und hauptsächliche Zielorgan darstellt. Sammlungsdaten des Smithsonian belegen die spezifische Magenlokalisierung durch Exemplare, die aus dem Magen von Desmognathus brimleyorum und Zweistreifensalamandern isoliert wurden. Der Nematode wurde konsistent im Magen verschiedener Salamanderarten der Gattungen Bachsalamander, Gelbsalamander (Eurycea) und Quellensalamander (Gyrinophilus) dokumentiert.
Detaillierte parasitologische Studien bestätigen die ausschließliche Magenlokalisierung von Omeia papillocauda bei Robbensalamandern, Schwarzbauchsalamandern, Allegheny-Bachsalamandern (D. ochrophaeus) und Schwarzbäuchigen Bachsalamandern (Desmognathus marmoratus), wobei keine Exemplare in anderen Abschnitten des Verdauungstrakts oder in anderen Organsystemen nachgewiesen wurden. Die Parasitierung erfolgt dabei in der Magenhöhle selbst, nicht in der Magenwand oder in assoziierten Strukturen. Untersuchungen an Eurycea longicauda melanopleura und Grotten-Gelbsalamandern dokumentieren ebenfalls die spezifische Magenlokalisierung dieser Nematodenart.
Prävalenzdaten verschiedener Studien zeigen, dass Omeia papillocauda regelmäßig im Magen von Robbensalamandern (20,0 % von 125 untersuchten Exemplaren), Schwarzbauchsalamandern (13,0 % von 115 untersuchten Exemplaren), Allegheny-Bachsalamandern (8,4 % von 107 untersuchten Exemplaren) und Schwarzbäuchigen Bachsalamandern (12,0 % von 50 untersuchten Exemplaren) nachgewiesen wurde, wobei die Lokalisation stets auf den Magen beschränkt blieb. Die konstante Magenlokalisierung wurde über verschiedene geografische Regionen hinweg dokumentiert, einschließlich Fundorten in North Carolina, Tennessee, Alabama und Ohio. Sammlungsexemplare aus Tennessee zeigen die charakteristische Magenlokalisierung bereits in historischen Aufsammlungen aus dem Jahr 1932.

## Taxonomie und Klassifikation
Omeia papillocauda gehört zur Unterordnung der Spulwürmer (Ascaridida), zur Überfamilie Seuratoidea und zur Familie Quimperiidae. Die Gattung Omeia wurde 1933 von dem chinesischen Parasitologen Hsu Hung-Fei erstbeschrieben. Innerhalb dieser Gattung ist Omeia papillocauda eine von mehreren bekannten Arten und wurde 1937 von dem US-amerikanischen Parasitologen John S. Rankin erstbeschrieben. Ein taxonomisches Detail dabei ist, dass Omeia chickasawi, erstmals 1940 von dem US-amerikanischen Helminthologen Arthur C. Walton beschrieben, als Synonym zu Omeia papillocauda gilt. Diese Synonymisierung wurde notwendig, nachdem festgestellt wurde, dass der einzige Unterschied zwischen den beiden vermeintlichen Arten in der Körpergröße lag, was sich später als normaler Bereich der innerartlichen Variation erwies.